# La Libertad
För andra betydelser, se La Libertad (olika betydelser).

La Libertad är ett av 24 departement i Peru. Det ligger i nordvästra delen av landet och gränsar till Lambayeque, Cajamarca och Amazonas i norr, San Martín i öster, Ancash och Huánuco i söder och Stilla havet i väster. Huvudorten är Trujillo, som är landets tredje mest betydande stad. Departementets huvudhamn Salaverry ligger i Trujillo, och är en av Perus största hamnar. Departementets namn är spanska för "Frihet".

## Geografi
La Libertad är det enda av Perus departement som sträcker sig över alla tre av Perus huvudsakliga klimatzoner (kust, högland och regnskog).
Trujillo, huvudorten i La Libertad, har stor geografisk betydelse och en bra belägenhet. Det är den punkt där Anderna når Stilla havet. Anderna kan först ses från Trujillo, i form av en rad låga kullar, men från denna plats stiger snabbt Andernas högplatå åt öster, i Otuzco och Santiago de Chuco. Dessa två provinser består av avrinningsområdena för Mochefloden och Virúfloden i söder, och Chicamafloden i norr. Pacasmayo som ligger längre norrut, är en kustprovins. Provinsen  Sánchez Carrión, i öster, avrinner mot Atlanten.

## Administrativ indelning

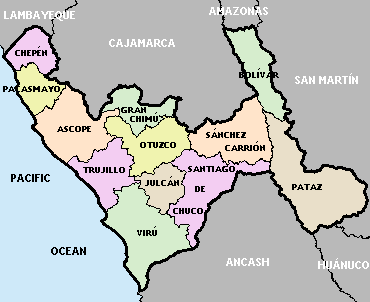
Karta över La Libertad som visar dess provinser

Departementet är indelat i 12 provinser vilka består av 80 distrikt. Provinserna, med sina huvudorter inom parentes, är:
- Ascope (Ascope)
- Bolívar (Bolívar)
- Chepén (Chepén)
- Gran Chimú (Cascas)
- Julcán (Julcán)
- Otuzco (Otuzco)
- Pacasmayo (San Pedro de Lloc)
- Pataz (Tayabamba)
- Sánchez Carrión (Huamachuco)
- Santiago de Chuco (Santiago de Chuco)
- Trujillo (Trujillo)
- Virú (Virú)

## Arkeologi

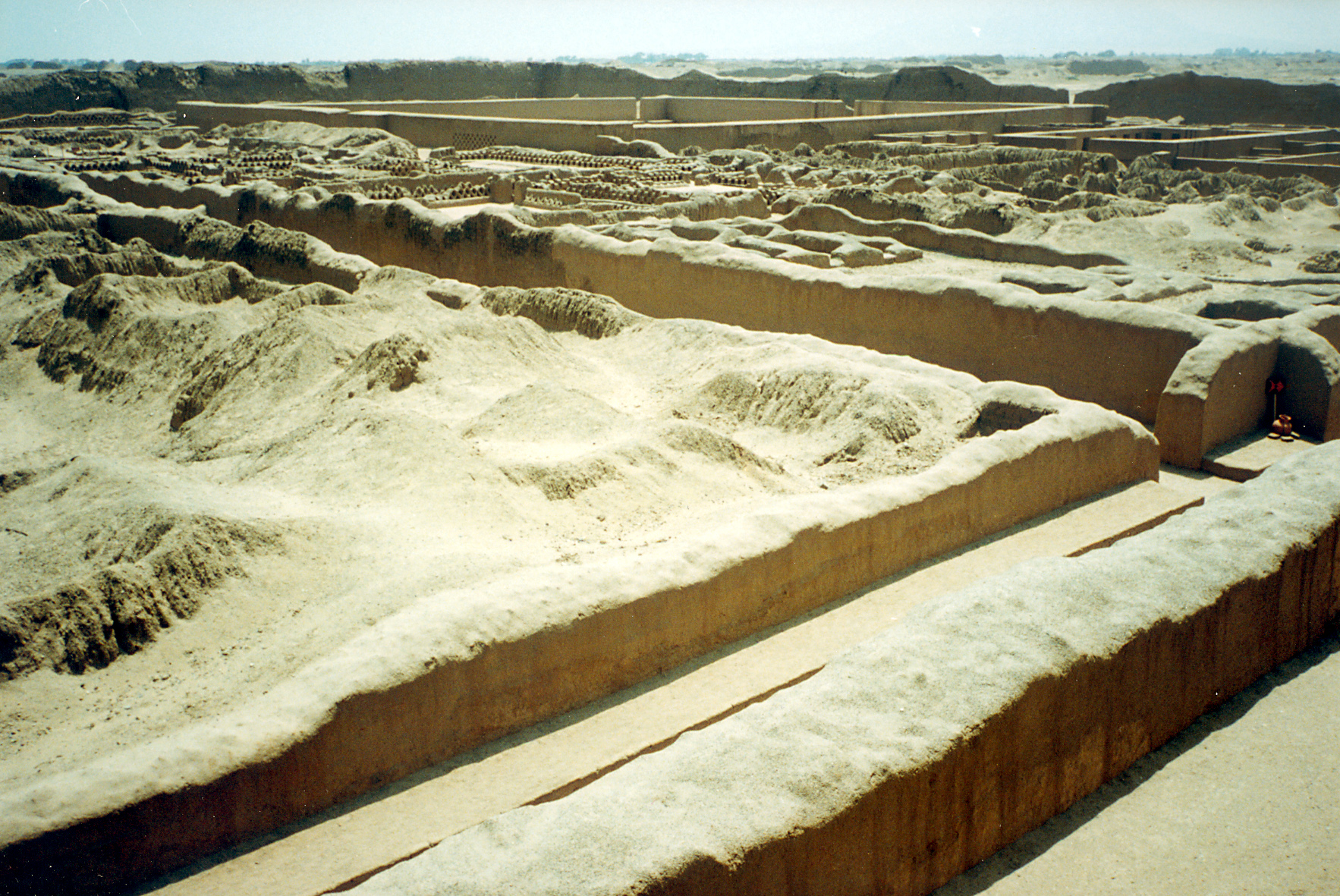
Chan Chan, den stora adobe-staden från Chimu-tiden.

Kustremsan var skådeplatsen för uppgång av många prekolumbianska kulturer, som den pre-keramiska civilisationen Huaca Prieta, som är mer än 5 000 år och Cupisnique, som är mer än 3 000 år gammal.  Efter 200 e.Kr. började Mochekulturen breda ut sig. Den var huvudsakligen en jordbrukskultur och en krigarkultur, som byggde oräkneliga tempel och palats. Chimú kom sedan och byggde sin huvudstad i Chan Chan, den största pre-kolumbianska staden i Sydamerika. Vid sin höjdpunkt var Chan Chan hem för cirka 60 000 invånare som envist stod emot Inkarikets expansion.
De arkeologiska lämningarna av Chan Chan, 6 km nordöst om Trujillo, är ganska väl bevarade trots att de är byggda av adobe (obrända lertegel).